# Compressed Natural Gas

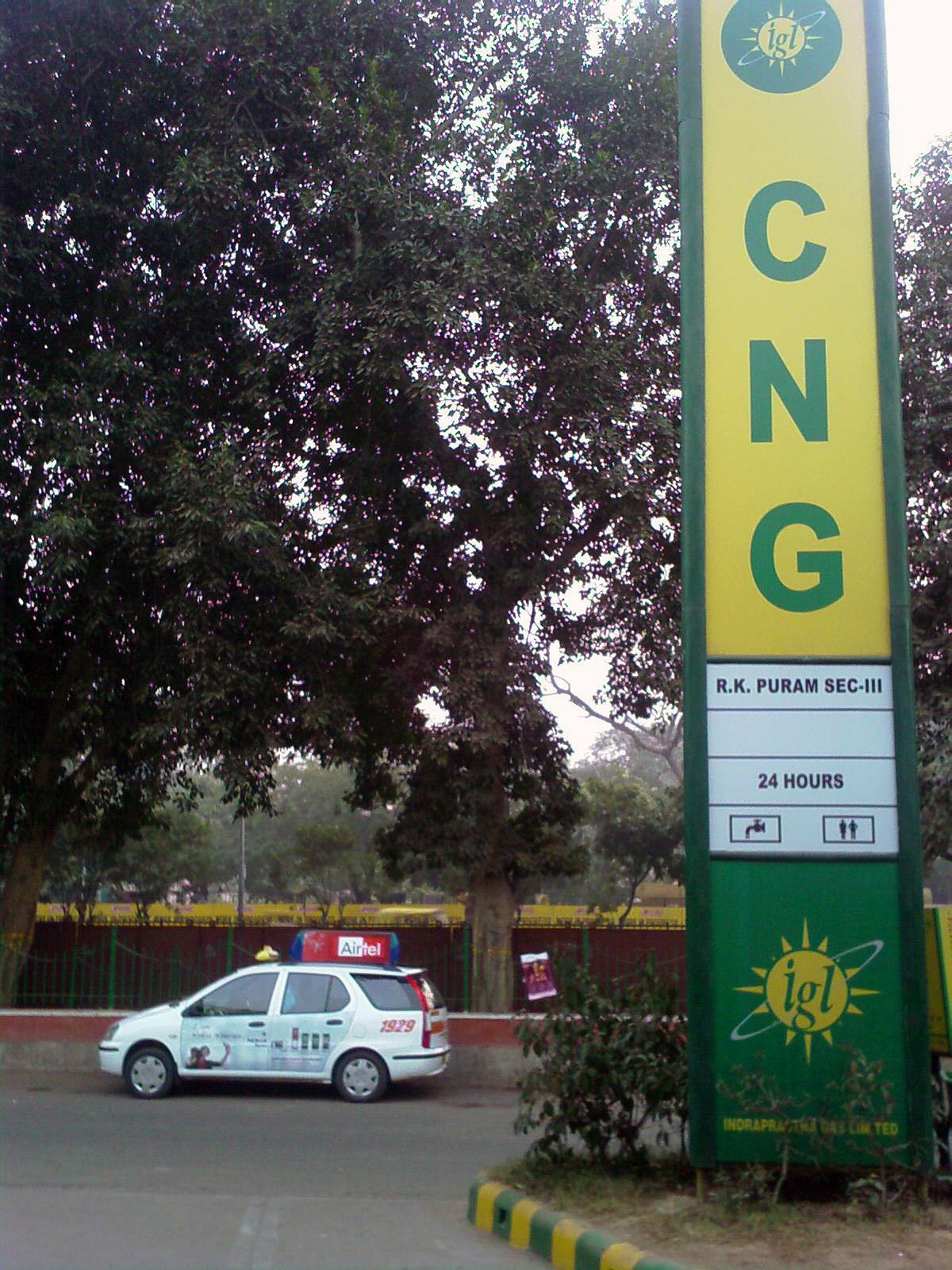
CNG-mack i Indien

Compressed Natural Gas (CNG), komprimerad naturgas, är ett fossilt bränsle (gas) som komprimerats till mindre än 1 % av sin ursprungliga volym. 
CNG är en typ av fordonsgas som används som drivmedel i vissa personbilar och bussar. Även om CNG producerar växthusgaser vid förbränning är det ett renare alternativ än bensin eller diesel. Gasen består till största delen av metangas (CH4), och kan användas som fordonsgas i ren form eller blandad med biogas.